# فرودگاه شهرستان اووکیچووبی
فرودگاه اووکیچووبی کانتی (به انگلیسی: Okeechobee County Airport) یک فرودگاه است . این فرودگاه در کشور ایالات متحده آمریکا قرار دارد .